# Modliszka chińska

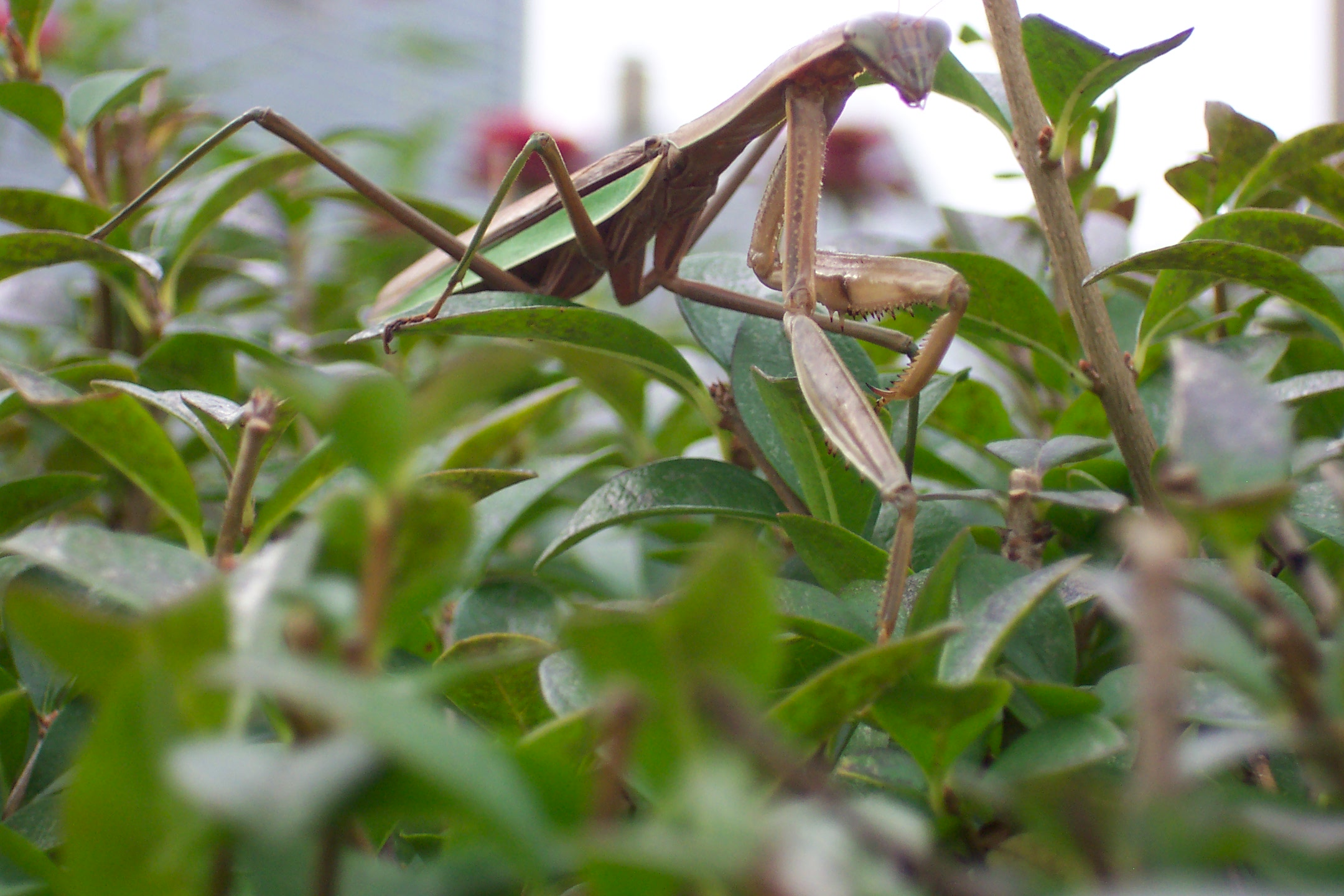
Dorosła samica Tenodera sinensis

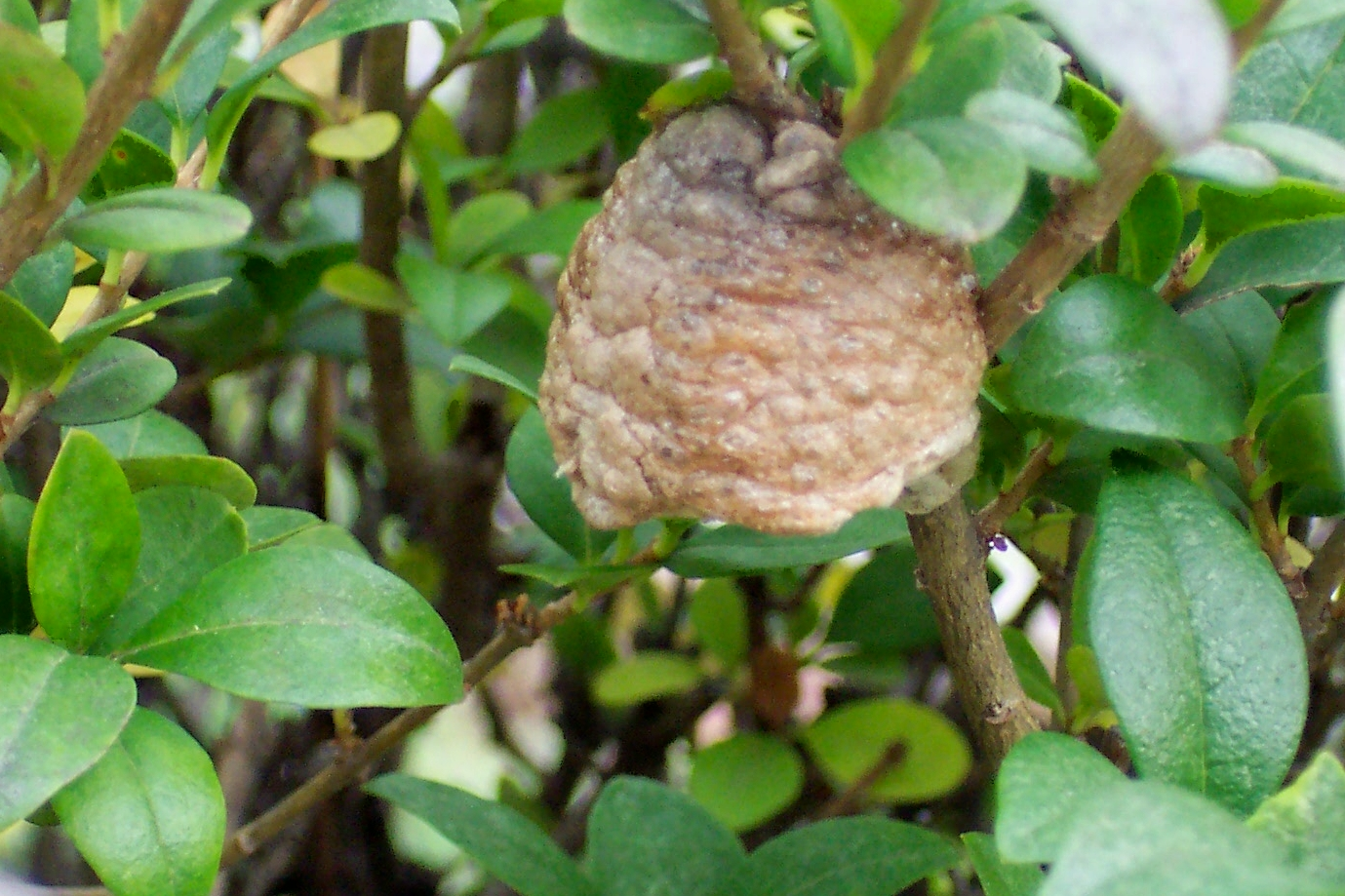
Ooteka modliszki chińskiej

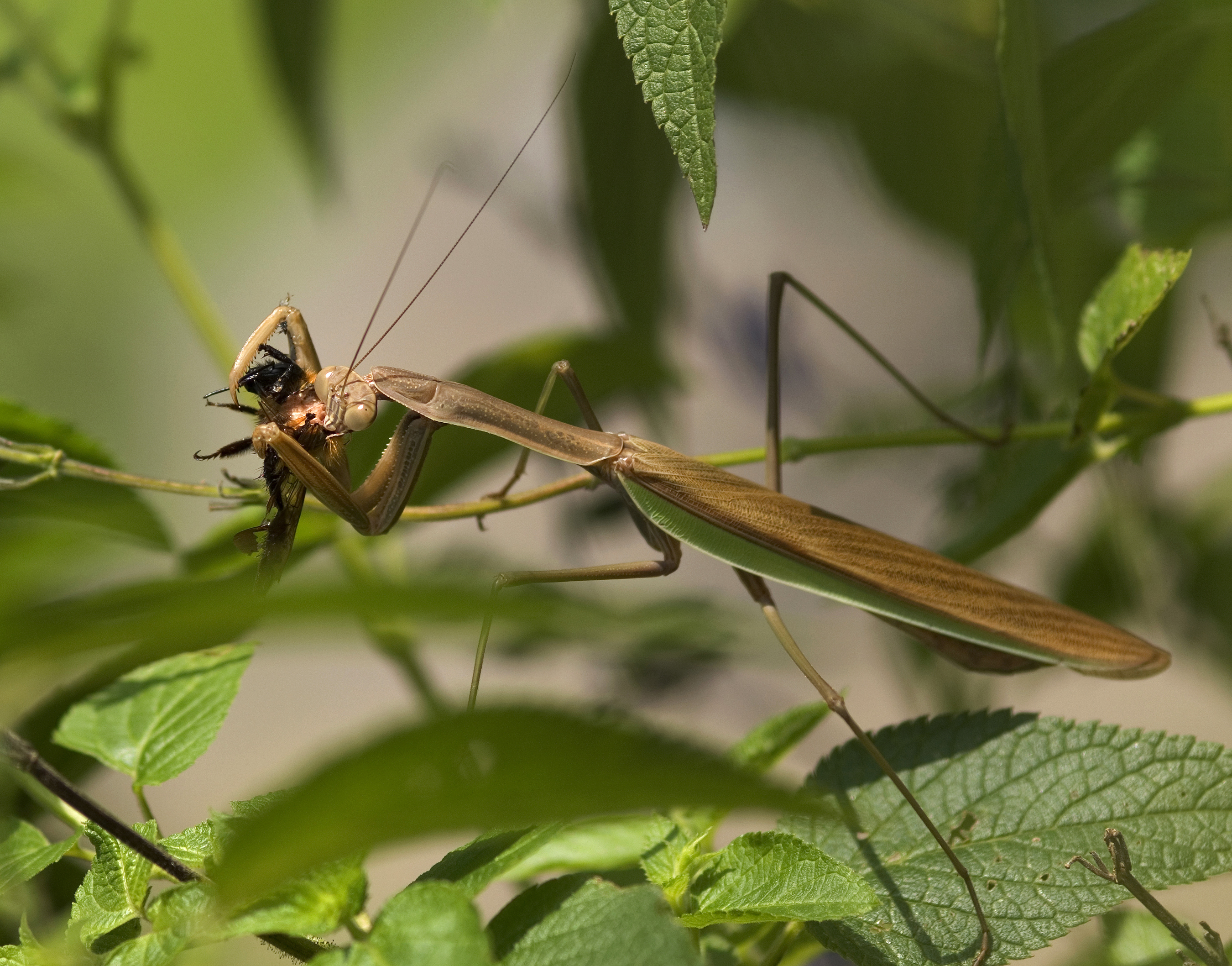
Tenodera sinensis z upolowaną pszczołą

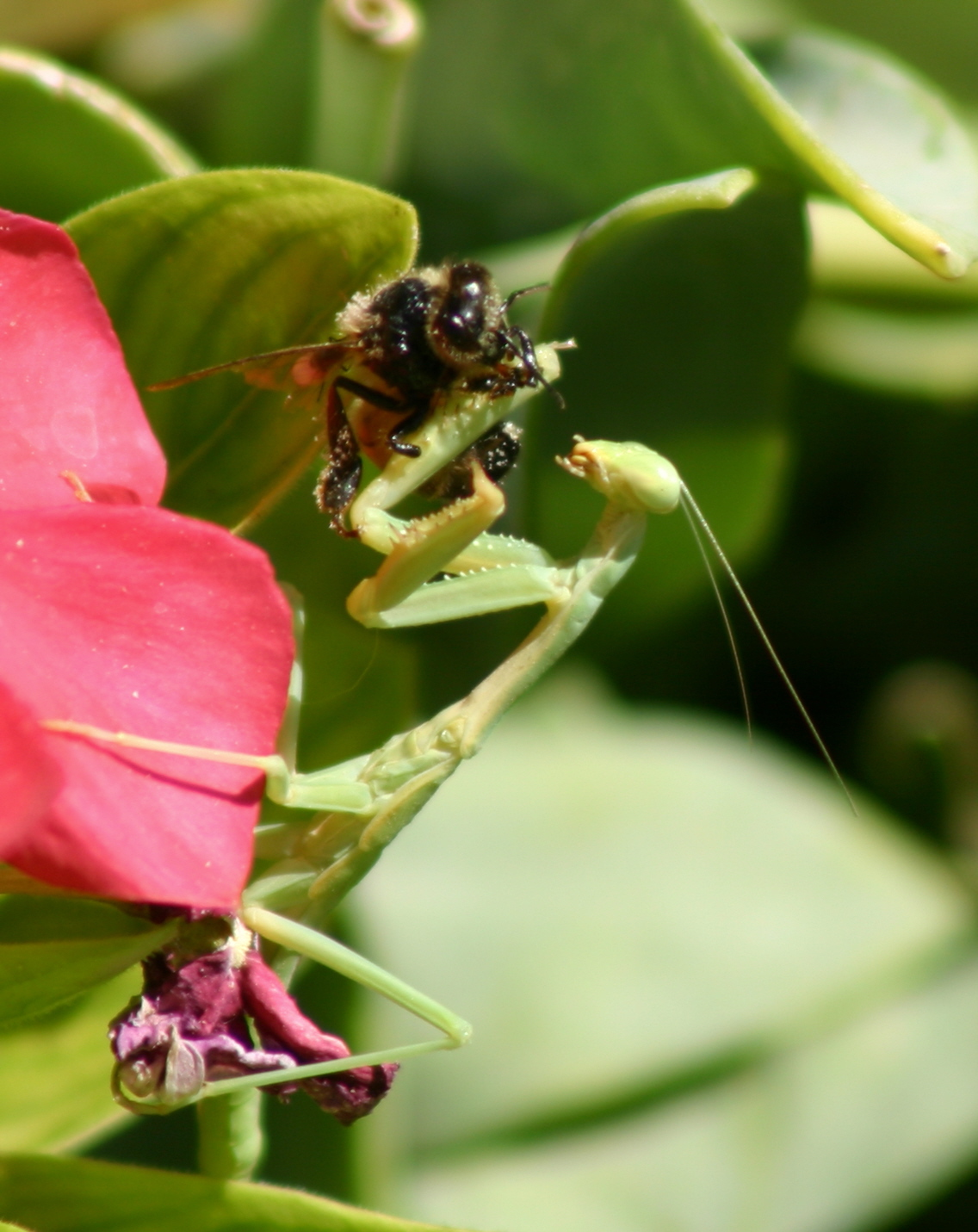
Mała modliszka chińska zjadająca trzmiela

Modliszka chińska (Tenodera sinensis) – gatunek owada z rzędu modliszek pochodzący z Chin.
Modliszki po raz pierwszy zostały wprowadzone do Ameryki Północnej około 1895 r., jako naturalna metoda zwalczania szkodników. Od tamtej pory gatunek ten rozprzestrzenił się na całym kontynencie, szczególnie w południowej Nowej Anglii oraz w północno-wschodniej części Stanów Zjednoczonych. Można je także kupić w szkółkach roślin i sklepach zoologicznych. 

## Taksonomia
Nazwa taksonomiczna gatunku jest często niepoprawnie podawana jako Tenodera aridifolia sinensis - początkowo sklasyfikowano modliszkę chińską jako podgatunek Tenodera aridifolia, jednak późniejsze badania wykazały, że jest to odrębny gatunek.

## Opis
Modliszki chińskie są długie i smukłe, ubarwione w różnych odcieniach brązu. Dorosłe osobniki mają charakterystyczne zielone linie na przedniej części skrzydeł. Tenodera sinensis jest największym przedstawicielem modliszek w Ameryce Północnej, dorasta do 10 cm długości. Kolory osobników modliszki chińskiej mogą być różne: zielone, brązowe z zielonym paskiem na bocznej krawędzi przednich skrzydeł. Przy sztucznym oświetleniu oczy modliszki wydają się być czarne, natomiast w świetle dziennym są jasne. 
Ich dieta składa się głównie z innych owadów, choć zdarza się czasami, że dorosłe samice polują na małe kręgowce (zostały również udokumentowane przypadki zjadania małych ptaków). Podobnie jak u innych modliszek, występuje u nich kanibalizm, zwłaszcza w stadium nimfy.
U owadów dorosłych zaobserwowano kanibalizm seksualny - samica po kopulacji często zjada samca. Samica może złożyć 4-6 osłoniętych ooteką pakietów jajowych, w przybliżeniu rozmiaru piłeczki do tenisa stołowego, zawierających do 200 jaj. Kokony zostają umocowane na roślinności, np. na krzewach lub w koronach małych drzew. W roku występuje jedno pokolenie.

## Hodowla w terrarium
Chińskie modliszki są wśród hobbystów lubianymi i jednymi z najbardziej popularnych modliszek trzymanych w domowych terrariach. Ich hodowla nie jest trudna, a zwierzęta te nie wymagają zbyt wiele opieki. Terrarium o objętości 10–40 litrów, może stać w dowolnym miejscu. Dzienne pożywienie modliszki to od jednego do trzech owadów, co jest wielkością całkowicie zaspokajającą jej głód, ponieważ nie muszą jeść codziennie. Aby przetrwać wymagają około czterech średnich świerszczy lub trzy, cztery szarańcze tygodniowo. Modliszka pije, zlizując krople rosy z liści, a więc co drugi dzień wystarcza delikatne spryskanie wodą. Po dwóch, trzech dniach Tenodera sinensis oswaja się i nie wykonuje nerwowych ruchów podczas karmienia i opieki. Modliszki chińskie są z natury łagodne. Po wypuszczeniu z klatki potrafią godzinami przesiadywać na meblach, ubraniach lub domowych roślinach. Wykonują przy tym bardzo powolne ruchy, przemieszczając się z miejsca na miejsce niezwykle wolno i ostrożnie. Modliszka jest czujna, ciekawska, poza tym jest doskonałym myśliwym, "urządzeniem" do zabijania nieproszonych gości.